# Autoaiuto
L'autoaiuto, o automiglioramento (dall'inglese self-help) è un miglioramento autoguidato delle proprie condizioni di vita, in particolare emotive o psicologiche.
Il termine fa riferimento in particolare a un diffuso movimento culturale e di mercato basato su libri, video, conferenze, indirizzate a chi desidera risolvere i propri problemi, concretizzare i propri desideri, e "realizzare sé stessi", sia in circostanze specifiche (ad esempio salute, benessere emotivo, lavoro, famiglia, amore), sia nella vita in generale.
L'autoaiuto spesso utilizza informazioni condivise o gruppi di supporto disponibili al pubblico, su internet e di persona, in cui persone in situazioni simili si uniscono. In tal caso si parla più specificamente di "automutuoaiuto", nel senso che l'aiuto non proviene solo da sé stessi, ma anche dagli altri membri del gruppo. Dai primi esempi di pratica legale autoguidata e consigli a domicilio, le connotazioni della parola si sono diffuse e spesso si applicano in particolare all'istruzione, agli affari, alla psicologia e alla psicoterapia. Secondo il dizionario di psicologia APA, i potenziali benefici dei gruppi di autoaiuto che i professionisti potrebbero non essere in grado di fornire includono amicizia, supporto emotivo, conoscenza esperienziale, identità, ruoli significativi e senso di appartenenza.

## Storia
Nell'antichità classica, Le opere e i giorni di Esiodo "si aprono con rimostranze morali, insistendo in tutti i modi in cui Esiodo può pensare." Gli stoici offrirono consigli etici "sulla nozione di eudaimonia - di benessere e prosperità. " Il genere di scritti speculum principis, che ha una lunga storia nella letteratura rinascimentale greco-romana e occidentale, rappresenta un parallelo secolare della saggezza biblico-letteraria. Proverbi di molti periodi, raccolti e non raccolti, incarnano i consigli morali e pratici tradizionali di diverse culture.
La parola composta "autoaiuto" appariva spesso nel 1800 in un contesto legale, riferendosi alla dottrina secondo cui una parte in una controversia ha il diritto di usare mezzi legittimi di propria iniziativa per rimediare a un torto.
Per alcuni, la "Costituzione" di George Combe (1828), nel modo in cui sosteneva la responsabilità personale e la possibilità di autorizzare naturalmente il miglioramento di sé attraverso l'educazione o il corretto autocontrollo, inaugurò ampiamente il movimento di autoaiuto; ". Nel 1841, fu pubblicato un saggio di Ralph Waldo Emerson, intitolato "Compensazione", che suggeriva che "ogni uomo della sua vita deve ringraziare i propri difetti" e "acquisire abitudini di autoaiuto" poiché "la nostra forza cresce dalla nostra debolezza. " Samuel Smiles (1812–1904) pubblicò il primo libro di" autoaiuto "per lo sviluppo personale autocosciente, intitolato Chi si aiuta Dio l'aiuta (Self-help), nel 1859. La frase di apertura:" Il cielo aiuta coloro che si aiutano ", fornisce una variazione di "Aiutati che Dio ti aiuta", la massima citata spesso apparsa in precedenza anche nell'Almanacco del Povero Richard di Benjamin Franklin (1733–1758). Nel XX secolo, "il notevole successo di Dale Carnegie come autore di autoaiuto" ha ulteriormente sviluppato il genere con How to Win Friends and Influence People nel 1936. Dopo aver fallito in diverse carriere, Carnegie rimase affascinato dal successo e dal suo legame con la fiducia in sé stessi, e da allora i suoi libri hanno venduto oltre 50 milioni di copie. In precedenza, nel 1902, James Allen pubblicò As a Man Thinketh, che procede dalla convinzione che "un uomo è letteralmente ciò che pensa, il suo personaggio è la somma completa di tutti i suoi pensieri". I pensieri nobili, sostiene il libro, rendono una persona nobile, mentre i pensieri umili rendono una persona miserabile; Think and Grow Rich (1937) di Napoleon Hill descriveva l'uso di pensieri positivi ripetuti per attirare felicità e ricchezza attingendo a una "Intelligenza Infinita".
Nell'ultimo terzo del XX secolo, "l'enorme crescita dell'editoria di autoaiuto ... nella cultura dell'automiglioramento" è davvero decollata - qualcosa che deve essere collegato al postmodernismo stesso - al modo in cui "la soggettività postmoderna costruisce soggetti in processo autoriflessivi " probabilmente almeno "nelle letterature del miglioramento di sé ... che la crisi della soggettività non è articolata ma attuata - dimostrata nelle vendite di libri di autoaiuto in continua espansione".
La svolta conservatrice dei decenni neoliberali ha comportato anche un declino dell'attivismo politico tradizionale e un crescente "isolamento sociale; i gruppi di recupero in dodici passi [struttura tipica dei testi di autoaiuto] erano un contesto in cui gli individui cercavano un senso di comunità ... un altro sintomo della psicologizzazione del personale" a critici più radicali. In effetti, "alcuni teorici sociali hanno sostenuto che la preoccupazione della fine del XX secolo con il sé serve come strumento di controllo sociale: rilassanti disordini politici ... [per] la propria ricerca di autoinvenzione".

## Statistiche
All'inizio del XXI secolo, "l'industria del miglioramento personale, comprendente libri, seminari, prodotti audio e video e coaching personale, si diceva che costituisse un'industria da 2,48 miliardi di dollari all'anno" solo negli Stati Uniti. Entro il 2006, la società di ricerca Marketdata ha stimato che il mercato dell'autoaiuto negli Stati Uniti vale oltre 9 miliardi di dollari, tra cui infomercials, cataloghi per corrispondenza, istituti olistici, libri, cassette audio, seminari di motivazione, il mercato del personal coaching, programmi di perdita di peso e di gestione dello stress. Marketdata prevedeva che la dimensione totale del mercato sarebbe cresciuta fino a oltre 11 miliardi di dollari entro il 2008. Nel 2012 Laura Vanderkam scrisse di un fatturato di 12 miliardi di dollari. Nel 2013 Kathryn Schulz ha esaminato "un'industria da 11 miliardi di dollari".

## Analisi del fenomeno e ricerche
L'ascesa della cultura di autoaiuto ha inevitabilmente portato a controversie di confine con altri approcci e discipline. L'autoaiuto e il mutuo-aiuto sono molto diversi da - sebbene possano integrare - la fornitura di servizi da parte di professionisti. Conflitti possono sorgere su tale interfaccia, tuttavia, con alcuni professionisti che ritengono che "l'approccio in dodici passi incoraggia una sorta di versione contemporanea del dilettantismo o dell'entusiasmo del XIX secolo in cui sono sufficienti l'autoesame e osservazioni sociali molto generali per trarre grandi conclusioni. ".
L'universo dell'autoaiuto spesso non gode di grande stima da parte degli accademici, tanto che alcuni autori obietterebbero alla loro classificazione come letteratura di "autoaiuto", come con "la negazione di Deborah Tannen del ruolo di autoaiuto dei suoi libri" in modo da mantenere la sua credibilità accademica, consapevole del pericolo che "scrivere un libro che diventa un successo popolare ... ma quasi assicura che il proprio lavoro perda la sua legittimità a lungo termine. ".
Per quanto riguarda l'efficacia dei programmi di autoaiuto, non deve essere trascurato il potenziale dell'effetto placebo. Studi accurati del "potere dei nastri subliminali di autoaiuto ... hanno mostrato che il loro contenuto non ha avuto effetti reali ... Ma non è quello che pensavano i partecipanti." "Se pensavano di aver ascoltato un nastro sull'autostima (anche se metà delle etichette erano sbagliate), i partecipanti sentivano che la loro autostima era aumentata. Non c'è da meravigliarsi che la gente continuasse a comprare nastri subliminali: anche se i nastri non funzionano, la gente pensa di sì. " Si potrebbe quindi vedere gran parte dell'industria di autoaiuto come parte del "commercio della pelle. Le persone hanno bisogno di tagli di capelli, massaggi, odontoiatria, parrucche e occhiali, sociologia e chirurgia, nonché amore e consigli" —un commercio di pelle , "non una professione e una scienza" I suoi professionisti avrebbero quindi funzionato come "parte del settore dei servizi personali piuttosto che come professionisti della salute mentale". Mentre "non vi è alcuna prova che i programmi in dodici passi" siano superiore a qualsiasi altro intervento nel ridurre la dipendenza da alcol o i problemi legati all'alcol ", allo stesso tempo è chiaro che "c'è qualcosa nella stessa "essenza del gruppo" che è curativa." Quindi, ad esempio," il fumo aumenta il rischio di mortalità di un fattore di appena 1,6, mentre l'isolamento sociale lo fa di un fattore di 2,0 ... e questo suggerisce un valore aggiunto ai gruppi di autoaiuto come Alcolisti Anonimi come comunità surrogate. "
Alcuni psicologi sostengono una psicologia positiva e abbracciano esplicitamente una filosofia empirica di autoaiuto; "il ruolo della psicologia positiva è quello di diventare un ponte tra la torre d'avorio e la strada - tra il rigore dell'accademia e il divertimento del movimento di autoaiuto." Essi mirano a perfezionare il campo dell'automiglioramento attraverso di un intenzionale aumento della ricerca scientificamente valida e di modelli ben progettati. La divisione di focus e metodologie ha prodotto diversi sottocampi, in particolare: psicologia generale positiva, che si concentra principalmente sullo studio del fenomeno e degli effetti psicologici; ed efficacia personale, che si concentra principalmente sull'analisi, la progettazione e l'implementazione della crescita personale qualitativa. Ciò include la formazione intenzionale di nuovi modelli di pensiero e sentimento.
Sia il dialogo interiore, la propensione a impegnarsi nella conversazione e il pensiero autodiretti verbale o mentale, sia il supporto sociale possono essere usati come strumenti di automiglioramento, spesso potenziando i messaggi che promuovono l'azione. Gli psicologi hanno progettato una serie di esperimenti che hanno lo scopo di far luce su come il parlare di sé può portare al miglioramento di sé. In generale, la ricerca ha dimostrato che le persone preferiscono usare i pronomi in seconda persona rispetto ai pronomi in prima persona quando si impegnano in conversazioni personali per raggiungere obiettivi, regolare il proprio comportamento, pensieri o emozioni e facilitare le prestazioni. Se il dialogo interiore ha l'effetto atteso, scrivere dei problemi personali usando il linguaggio dal punto di vista dei propri amici dovrebbe comportare una maggiore quantità di benefici motivazionali ed emotivi rispetto all'utilizzo del linguaggio dal proprio punto di vista. Quando hai bisogno di finire un compito difficile e non sei disposto a fare qualcosa per completare questo compito, provare a scrivere qualche frase o obiettivi immaginando ciò che i tuoi amici ti direbbero ti dà più risorse motivazionali. Le ricerche condotte da Ireland e da altri hanno rivelato che, come previsto, adottare la prospettiva di un amico mentre si scrive liberamente su una sfida personale può aiutare ad aumentare l'autocontrollo promuovendo la positività di emozioni come orgoglio e soddisfazione, che possono motivare le persone a raggiungere il loro obiettivo.
L'uso del dialogo interiore va oltre l'ambito del miglioramento personale per l'esecuzione di determinate attività; il dialogo interiore come forma linguistica di autoaiuto svolge un ruolo molto importante nella regolazione delle emozioni delle persone sotto stress sociale. Prima di tutto, le persone che usano un linguaggio non in prima persona tendono a mostrare un livello più elevato di autodistanziamento visivo durante il processo di introspezione, indicando che l'uso di pronomi non in prima persona e il proprio nome può comportare un miglioramento dell'autodistanziamento. Ancora più importante, è stato scoperto che questa forma specifica di autoaiuto può migliorare la capacità delle persone di regolare i pensieri, sentimenti e comportamenti sotto stress sociale, il che li porterebbe a valutare eventi che provocano ansia sociale in termini più stimolanti e meno minacciosi . Inoltre, questi comportamenti di autoaiuto dimostrano anche evidenti effetti di autoregolazione attraverso il processo di interazioni sociali, indipendentemente dalla vulnerabilità causata dall'ansia sociale.